# Yolanda Eminescu
Yolanda Eminescu (n. 10 mai 1921, Mizil, România – d. 9 martie 1998, București, România) a fost o juristă română, specialistă în dreptul proprietății intelectuale, dar și în drept civil. Ea a fost numită în anul 1945 ca judecător, făcând parte din prima generație de femei judecător din România.

## Biografie
A fost fiica colonelului Gheorghe Eminescu (1895-1988), nepotul de frate al poetului M. Eminescu, autor al unei monografii a împăratului Napoleon Bonaparte. A urmat studiile primare în localitățile Cetatea Albă, Medgidia, Brăila și Ismail, pe cele secundare la Ismail și Brăila, luându-și bacalaureatul la Liceul „N. Bălcescu”, apoi cursurile Facultății de Drept din București (1939-1943).
După absolvirea facultății, a lucrat ca avocat stagiar la Baroul Ilfov (1943-1945), apoi, prin decretul regal din 17 februarie 1945, la propunerea consiliului profesoral al Facultății de Drept, a fost numită judecător, alături de Sanda Rosetti și Steliana Popescu. Ele au fost primele femei judecător din magistratura română. A activat ca judecător până în 1949, când și-a dat demisia.
În paralel cu activitatea de avocat și de judecător, Yolanda Eminescu a urmat cursul de doctorat aprofundat consacrat aparenței și rolului acesteia în dreptul modern român al profesorului Traian Ionașcu (1943-1944), obținând în 1948 titlul de doctor-laureat al Facultății de Drept din București, cu teza „Vânzarea în rate a mobilelor cu clauză de rezervă a proprietății". În anul 1949 și-a dat demisia din magistratură, fiind numită asistentă la Catedra de drept civil a Facultății de Drept din București de unde a fost îndepărtată în 1951, după arestarea tatălui său, fost politician țărănist. 
După câțiva ani de privațiuni, este angajată în 1954, prin concurs, ca cercetător științific principal la Secția de Drept civil a Institutului de Cercetări Juridice al Academiei R.P.R., institut nou-înființat. În 1955 i s-a recunoscut titlul de doctor docent, apoi a fost promovată șef al Sectorului de Drept civil (1965) și director adjunct științific (1972). S-a pensionat, la cerer, în anul 1983, în semn de protest față de Universitatea București care refuzase eliberarea unei adeverințe necesare la eliberarea pașaportului pentru Strasbourg, unde era profesor, dar continuându-și însă activitatea științifică. A publicat un număr mare de articole și cărți, în special în domeniul dreptului proprietății intelectuale, a realizat mai multe monografii, dintre care două publicate în Franța, cursuri universitare în limba franceză. a susținut rapoarte la congrese internaționale.
Ca urmare a eforturilor sale, începând cu anul 1979-1980, a fost introdus în planul de învățământ universitar „Dreptul proprietății industriale" ca disciplină distinctă. A predat cursul postuniversitar de legislația invențiilor și semnelor distinctive la Facultatea de Drept din București (1980), precum și cursul postuniversitar de drept de inventator la Facultatea de drept și științe economice și politice din Strasbourg (1968-1993).
De asemenea, Yolanda Eminescu a contribuit la definitivarea proiectelor de legi din domeniul proprietății intelectuale și a făcut parte și din comisii care au pregătit elaborarea actelor normative din domeniul legislației civile.

## Premii
În decursul îndelungatei sale activități științifice i s-au decernat mai multe premii: Premiul Academiei Române „Matilda și Stelian Benea" (1942), Premiul Academiei Române „Simion Bărnuțiu" (1967), Premiul „Mihail Eliescu" conferit de Uniunea Juriștilor din România pentru întreaga sa activitate științifică în domeniul dreptului (1991).
A desfășurat o intensă activitate pe plan internațional, participând la numeroase colocvii, congrese și seminarii pe teme de drept. Ca o recunoaștere a meritelor sale științifice, a fost aleasă membru corespondent al Academiei de Drept Comparat de la Haga, membru al Academiei de Drept Comparat din Brazilia, membru al Asociației Internaționale pentru Protecția Proprietății Intelectuale, membru al Comitetului pentru proprietate intelectuală a organizației „World Peace trough Law", membru al Consiliului de specialiști străini al Institutului „Max Planck" pentru drept de autor și brevete din München, membru al Consiliului științific al Centre d'étude de pays de l'Est din Strasbourg.

## Recunoașteri postume
În semn de apreciere a activității sale, numele de Yolanda Eminescu este purtat de o sală de judecată a Curții de Apel București (din clădirea Palatului de Justiție)  și de o bibliotecă de specialitate a Facultății de Drept din cadrul Universității Valahia din Târgoviște.
Revista Forumul Judecătorilor  și Uniunea Juriștilor din România  decernează Premiul "Yolanda Eminescu".
De asemenea, în cadrul Asociației Științifice de Dreptul Proprietății Intelectuale a fost înființat Centrul de cercetări științifice „Yolanda Eminescu - Otilia Calmuschi”. Totodată, membrii Asociației Științifice de Dreptul Proprietății Intelectuale și conducerea Revistei Române de Dreptul Proprietății Intelectuale au hotărât instituirea premiilor Yolanda Eminescu - Otilia Calmuschi, ce se va acorda în fiecare an, începând cu anul 2008, "unor remarcabili cercetători în domeniul dreptului proprietății intelectuale sau unor tineri cercetători care bat la porțile afirmării".

## Scrieri
- Legislația investițiilor, inovațiilor și raționalizărilor : texte comentate (Ed. Științifică, București, 1969)
- Dreptul de inventator în Republica Socialistă România (Ed. Academiei Republicii Socialiste România, București, 1969)
- Mari procese din istoria justiției (Ed. Științifică, București, 1970)
- Contractul de cercetare științifică (Ed. Academiei Republicii Socialiste România, București, 1971)
- Pledoarii celebre (antologie de oratorie judiciară) (Ed. Academiei Republicii Socialiste România, București, 1973)
- Mărcile de fabrică, de comerț și de serviciu (Ed. Academiei Republicii Socialiste România, București, 1974)
- Societățile mixte constituite în Republica Socialistă România: fundamentare, caractere, constituire (Ed. Academiei Republicii Socialiste România, București, 1976)
- Invenții și inovații : Comentarii și legi referitoare la ele (Ed. Științifică și Enciclopedică, București, 1977)
- Transformările dreptului civil sub influența revoluției tehnico-științifice : eseuri juridice (Ed. Științifică și Enciclopedică, București, 1979)
- Probleme juridice ale transferului de tehnologie (Ed. Academiei Republicii Socialiste România, București, 1979)
- Subiectele colective de drept în România (Ed. Academiei Republicii Socialiste România, București, 1981)
- Tratat de proprietate industrială. Vol. 1: Creații noi (Ed. Academiei Republicii Socialiste România, București, 1982)
- Tratat de proprietate industrială. Vol. 2: Semne distinctive (Ed. Academiei Republicii Socialiste România, București, 1983)
- Tratat de proprietate industrială. Vol. 3: Concurența neleală (Ed. Academiei Republicii Socialiste România, București, 1984)
- Opera de creație și dreptul : O privire comparativă (Ed. Academiei Republicii Socialiste România, București, 1987)
- Concurența neleală : Drept roman și comparat (Ed. Lumina, București, 1993)
- Totul părea posibil: fragmente de viață (Ed. Continent XXI și Tempus, București, 1993)
- Protecția desenelor și modelelor industriale : Drept roman și comparat (Ed. Lumina Lex, București, 1993)
- Dreptul de autor. Armonizarea europeană. Directivele europene (Ed. Lumina Lex, București, 1995)